# Born Again (The-Notorious-B.I.G.-Album)
Born Again (engl. für: Wieder geboren) ist das dritte Studioalbum des US-amerikanischen Rappers The Notorious B.I.G. Es wurde postum am 7. Dezember 1999, mehr als zwei Jahre nach dem Tod des Künstlers, über das Label Bad Boy Records veröffentlicht. Im Gegensatz zu seinen ersten beiden Studioalben entstand der Tonträger ohne die Mitwirkung des Rappers selbst. In den USA wurde das Album für mehr als zwei Millionen verkaufte Exemplare mit Doppel-Platin ausgezeichnet.

## Inhalt
Für die Songs des Albums wurden zuvor bereits veröffentlichte und unveröffentlichte Aufnahmen von Notorious B.I.G. verwendet, die hauptsächlich in den Jahren 1993 und 1994, als er an seinem Debütalbum Ready to Die arbeitete, entstanden. Diese wurden mit neuen Instrumentalen unterlegt und durch diverse Gastbeiträge anderer Künstler, wie Eminem, Puff Daddy, Lil’ Kim, Snoop Dogg, Busta Rhymes und Nas, ergänzt.

## Produktion
Die Beats des Albums wurden von einer Vielzahl unterschiedlicher Produzenten produziert. Zu diesen gehören unter anderem Daven Vanderpool, DJ Clark Kent, DJ Premier, Nottz, Mannie Fresh, Mario Winans, Nashiem Myrick, Deric Angelettie und Clemont Mack. Fast jeder Song des Albums verwendet Samples diverser Lieder aus verschiedenen Musikgenres.

## Covergestaltung
Das Albumcover zeigt The Notorious B.I.G., in schwarz gekleidet und eine goldene Kette tragend. Er blickt von oben in die Kamera und streckt dem Betrachter seine rechte Hand entgegen. Im unteren Teil des Bildes steht der Schriftzug Born Again in weiß.

## Titelliste
| #  | Titel                         | Zeit | Gastbeiträge                          | Produzenten                                  | Samples |
| -- | ----------------------------- | ---- | ------------------------------------- | -------------------------------------------- | --- |
| 1  | Born Again (Intro)            | 1:28 |                                       | Harve "Joe Hooker" Pierre & J Dub            | |
| 2  | Notorious B.I.G.              | 3:11 | Lil’ Kim & Puff Daddy                 | Daven "Prestige" Vanderpool                  | - Notorious von Duran Duran |
| 3  | Dead Wrong                    | 4:57 | Eminem                                | Chucky Thompson & Mario Winans               | - I’m Glad You’re Mine von Al Green |
| 4  | Hope You Niggas Sleep         | 4:10 | Hot Boys & Big Tymers                 | Mannie Fresh                                 | |
| 5  | Dangerous MC’s                | 5:15 | Mark Curry, Snoop Dogg & Busta Rhymes | Nottz                                        | |
| 6  | Biggie                        | 5:22 | Junior M.A.F.I.A.                     | Nashiem Myrick                               | - "Hang Your Head in Shame" von New York City |
| 7  | Niggas                        | 3:48 |                                       | Mario Winans, Clemont Mack & Ramahn Herbert  | |
| 8  | Big Booty Hoes                | 3:27 | Too Short                             | Daven "Prestige" Vanderpool                  | - Crab Apple von Idris Muhammad - Bust a Nut von Luke - Nasty Boy von The Notorious B.I.G. - Fuck You Tonight von The Notorious B.I.G.                                                                                   |
| 9  | Would You Die for Me?         | 3:36 | Lil’ Kim & Puff Daddy                 | Daven "Prestige" Vanderpool                  | - Kiss von Prince |
| 10 | Come On                       | 4:37 | Sadat X                               | DJ Clark Kent                                | - For Mama von Doc Severinsen - Excerpts aus dem Film Harlem Nights |
| 11 | Rap Phenomenon                | 4:02 | Method Man & Redman                   | DJ Premier                                   | - Keep Your Hands High von Tracey Lee - Ten Crack Commandments von The Notorious B.I.G. - Kick in the Door von The Notorious B.I.G. - The What von The Notorious B.I.G.                                                  |
| 12 | Let Me Get Down               | 4:33 | Craig Mack, G-Dep & Missy Elliott     | Deric Angelettie                             | - Love Serenade II von Barry White |
| 13 | Tonight                       | 6:08 | Mobb Deep & Joe Hooker                | Cornbread                                    | - Just Say Just Say von Marvin Gaye & Diana Ross - Long Kiss Goodnight von The Notorious B.I.G. |
| 14 | If I Should Die Before I Wake | 4:51 | Black Rob, Beanie Sigel & Ice Cube    | Henri Charlemagne, Coptic & Deric Angelettie | - This Is for the Lover in You von Shalamar |
| 15 | Who Shot Ya?                  | 3:48 |                                       | Nashiem Myrick                               | - I’m Afraid the Masquerade Is Over von David Porter |
| 16 | Can I Get Witcha              | 3:36 | Lil’ Cease                            | Chucky Thompson                              | - Livin’ It Up (Friday Night) von Bell & James - Humpin von The Gap Band - Charisma von Tom Browne - Everyday Struggle von The Notorious B.I.G. - Life Will Pass You By von Faith Evans - Come and Talk to Me von Jodeci |
| 17 | I Really Want to Show You     | 5:09 | Nas, K-Ci & JoJo                      | Andreao Heard                                | - Come and Talk to Me von Jodeci |
| 18 | Ms. Wallace (Outro)           | 3:18 |                                       | Harve Pierre & Voletta Wallace               | |

## Rezeption
| Professionelle Bewertungen | Professionelle Bewertungen |
| -------------------------- | -------------------------- |
| Kritiken                   |                            |
| Quelle                     | Bewertung                  |
| laut.de                    | [ 4 ]                      |
| Rolling Stone              | [ 5 ]                      |
| allmusic                   | [ 6 ]                      |
| RapReviews                 | [ 7 ]                      |

Joachim Gauger von laut.de bewertete das Album mit zwei von möglichen fünf Punkten. Es sei „mit einiger Liebe gemacht“ und „die wenigen noch unbekannten Samples von Biggies immer druckvollem Stakkato-Rap-Stil“ würden durch die besten Eastcoast-Rapper ergänzt. Jedoch seien wirklich „NEUE Tracks oder Melodien leider nicht zu finden,“ wodurch Born Again wie „Leichenfledderei“ wirke.

## Kommerzieller Erfolg

### Chartplatzierungen und Singles
Born Again stieg Anfang des Jahres 2000 bis auf Platz 47 in den deutschen Albumcharts und konnte sich insgesamt acht Wochen in den Top 100 halten. In den USA stieg das Album auf Platz 1 ein und hielt sich 22 Wochen in den Charts.
Als Singles des Albums wurden die Lieder Notorious B.I.G. (US #82, 7 Wo.), das in Deutschland Platz 56 erreichte und sich acht Wochen in den Top 100 halten konnte sowie Dead Wrong ausgekoppelt.

### Auszeichnungen für Musikverkäufe
In den Vereinigten Staaten wurde Born Again im Jahr 2000 für über zwei Millionen Verkäufe mit Doppel-Platin ausgezeichnet., während das Album im Vereinigten Königreich 2013 für mehr als 100.000 verkaufte Exemplare eine Goldene Schallplatte erhielt.
| Land/Region                  | Auszeichnungen für Musikverkäufe (Land/Region, Auszeichnung, Verkäufe) | Verkäufe  |
| ---------------------------- | ---------------------------------------------------------------------- | --------- |
| Vereinigte Staaten (RIAA)    | 2× Platin                                                              | 2.000.000 |
| Vereinigtes Königreich (BPI) | Gold                                                                   | 100.000   |
| Insgesamt                    | 1× Gold · 2× Platin ·                                                  | 2.100.000 |